# Кампли
Кампли (итал. Campli) је насеље у Италији у округу Терамо, региону Абруцо.
Према процени из 2011. у насељу је живело 415 становника. Насеље се налази на надморској висини од 402 м.

## Становништво
| 1931.  | 1936.  | 1951.  | 1961.  | 1971. | 1981. | 1991. | 2001. | 2011. |
| ------ | ------ | ------ | ------ | ----- | ----- | ----- | ----- | ----- |
| 10.593 | 11.109 | 11.941 | 10.627 | 8.636 | 7.855 | 7.356 | 7.266 | 7.276 |